# H. R. McMaster
Herbert Raymond "H. R." McMaster (sinh ngày 24 tháng 7 năm 1962) là một sĩ quan quân đội Hoa Kỳ và hiện là Cố vấn An ninh Quốc gia Hoa Kỳ. Chức vụ cuối cùng trong quân đội của ông là giám đốc của Trung tâm khả năng hội nhập quân đội Hoa Kỳ và Tư lệnh Phó, tương lai của bộ tư lệnh huấn luyện và học thuyết quân đội Hoa Kỳ.
Những chức vụ trước đó của McMaster bao gồm Tướng Tư lệnh, Ft. Benning Maneuver Center of Excellence, và Giám đốc lực lượng đặc nhiệm Shafafiyat phối hợp các bộ phận tại Trụ sở Lực lượng Hỗ trợ An ninh Quốc tế ở Kabul, Afghanistan. Ông được biết đến với vai trò của mình trong Chiến tranh vùng Vịnh, Operation Enduring Freedom, và Chiến tranh Iraq. McMaster cũng là tác giả cuốn sách Dereliction of Duty (xao lãng nhiệm vụ) năm 1997, chỉ trích các hành động của lãnh đạo quân sự cấp cao của Mỹ trong chiến tranh Việt Nam.

## Thời thơ ấu và giáo dục
McMaster sinh ra ở Philadelphia vào ngày 24 tháng 7 năm 1962. Ông học trung học tại Học viện quân sự Valley Forge, tốt nghiệp vào năm 1980. Ông được phong làm thiếu úy sau khi tốt nghiệp Học viện Quân sự West Point Hoa Kỳ năm 1984. McMaster cũng có bằng Thạc sĩ và tiến sĩ về lịch sử Hoa Kỳ của Đại học Bắc Carolina ở Chapel Hill (UNC). Luận án của ông chỉ trích chiến lược của Mỹ trong chiến tranh Việt Nam, được trình bày chi tiết hơn nữa trong cuốn sách viết năm 1997 của ông Dereliction of Duty.

### Dereliction of Duty
Dereliction of Duty: Lyndon Johnson, Robert McNamara, The Joint Chiefs of Staff, and the Lies that Led to Vietnam 
là một cuốn sách được viết bởi McMaster, xem xét vai trò của quân đội trong các chính sách của chiến tranh Việt Nam. Cuốn sách đó được viết như một phần của luận án tiến sĩ tại UNC. Nó chỉ trích gay gắt các sĩ quan cấp cao vào thời đó, tranh cãi rằng họ thách thức không đầy đủ Bộ trưởng Quốc phòng Robert McNamara và Tổng thống Lyndon Johnson trong chiến lược Việt Nam của họ. Cuốn sách xem xét đội ngũ nhân viên của McNamara và Johnson, cùng với Hội đồng Tham mưu trưởng Liên quân Hoa Kỳ và các sĩ quan quân đội cấp cao khác, và thất bại của họ để cung cấp một kế hoạch hành động thành công để dẹp yên cuộc nổi dậy của Việt Cộng hay dứt khoát đánh bại quân đội Bắc Việt. McMaster cũng trình bày chi tiết lý do tại sao các hành động quân sự với mục đích để "giải quyết" hoặc để "truyền đạt" cuối cùng đã thất bại, khi cố gắng để hoàn thành các mục tiêu quân sự thưa thớt chi tiết, gây bối rối, và mâu thuẫn. Cuốn sách được đọc rộng rãi trong giới Lầu Năm Góc và đưa vào danh sách các sách quân sự nên đọc.

## Cố vấn an ninh quốc gia
Ngày 20 tháng 2 năm 2017, Tổng thống Mỹ Donald Trump nêu tên McMaster là người được chọn làm Cố vấn an ninh quốc gia cho ông sau sự từ chức của Michael T. Flynn vào ngày 13 tháng 2. McMaster dự định tiếp tục nhiệm vụ hiện thời trong khi ông đóng vai trò cố vấn an ninh quốc gia. Thượng nghị sĩ John McCain, Chủ tịch Ủy ban Quân vụ, nhận xét, "Tôi đã có vinh dự biết McMaster trong nhiều năm, và ông là một người có trí tuệ, tư cách và khả năng.
Bởi vì McMaster dự định duy trì nhiệm vụ hoạt động, sự thừa nhận chính thức về nhiệm vụ và trách nhiệm Cố vấn An ninh Quốc gia của ông đòi hỏi một cuộc bỏ phiếu của Thượng viện Hoa Kỳ. Vào ngày 06 tháng 3 năm 2017, Ủy ban Quân vụ Thượng viện bỏ phiếu 23-2 để đề nghị cho toàn bộ Thượng viện là McMaster được xác nhận cho bổ nhiệm lại cấp bậc trung tướng của mình trong thời gian ông phục vụ như là Cố vấn An ninh Quốc gia. Ngày 15 tháng 3, toàn bộ Thượng viện khẳng định McMaster với số phiếu 86-10.